# Aldolase B
Pour les articles homonymes, voir Aldolase.
L'aldolase B est l'une des trois isoenzymes de l'aldolase, une lyase qui catalyse les réactions :
D-fructose-1-phosphate  {\displaystyle \rightleftharpoons }  D-glycéraldéhyde + dihydroxyacétone phosphate ;
D-fructose-1,6-bisphosphate  {\displaystyle \rightleftharpoons }  D-glycéraldéhyde-3-phosphate + dihydroxyacétone phosphate.
Cette enzyme joue un rôle clé dans la glycolyse et la gluconéogenèse. Chez les mammifères, l'aldolase B est exprimée préférentiellement dans le foie tandis que l'aldolase A est exprimée dans les muscles et les érythrocytes et l'aldolase C est exprimée dans le cerveau. Contrairement aux deux autres, qui présentent une préférence pour le fructose-1,6-bisphosphate, l'aldolase B agit aussi bien sur le frucose-1,6-bisphosphate que sur le fructose-1-phosphate. Chez l'homme, elle est encodée par le gène ALDOB situé sur le chromosome 9. Une mutation de ce gène, qui a une longueur de 14 500 paires de bases et contient 9 exons, peut être responsable d'une fructosémie.